# Querubes
Querubes es una banda paraguaya de heavy metal y power metal fundada en 1996 en la ciudad de Luque, Paraguay, cercana a la capital paraguaya, Asunción.

## Trayectoria
La banda comenzó a gestarse a principios de 1996 por iniciativa del guitarrista Richie Vidaurre, quien para ese entonces había elegido el nombre y ya contaba con algunas ideas para las primeras composiciones.
Poco tiempo después, a Vidaurre (voz, guitarra) se sumaron Félix Pereira (guitarra) y Jimmy González (bajo), ambos excompañeros en proyectos musicales anteriores. La formación se completó con la llegada de Walter Barrios (batería), miembro de Batallón, una de las bandas pioneras del metal en Paraguay y gran influencia para Querubes.
Los primeros ensayos de la formación inicial de Querubes datan de mediados de 1996 y el primer concierto fue el 5 de julio de 1997 en un pequeño pub de la ciudad de Luque.
Luego del concierto de debut se sucedieron una serie de shows que posibilitaron en poco tiempo que Querubes se integrara al circuito de conciertos locales sumando de esta manera seguidores en cada presentación.
La formación original de Querubes se mantuvo activa hasta finales del año 1997, cuando por motivos de índole personal de algunos miembros la banda tuvo que separarse. A comienzos de 1998 Richie Vidaurre comenzó a rearmar la banda, pero ya con gente nueva. Es en esta época que se sumaron Alberto Ramírez (guitarra), Pablo Muñoz (bajo), Gustavo Torres (voz) y Beto Barrios (batería) entre otros, completando así nuevamente la formación. Desde entonces han pasado muchos músicos por Querubes, algunos en calidad de miembros y otros como invitados. 
A mediados del año 2006 Querubes participó del programa "Rock TV" emitido por el canal de televisión Telefuturo de Paraguay.
Su música ha llevado a Querubes a presentarse, entre otros eventos, en las ediciones 2006, 2009y 2019del "Asunción Mosh Festival", el mayor festival de metal del país; así como también en las ediciones 2015, 2016, 2023y 2025 del "Pentamusic Metal Fest", la edición 2020 del Kaaguazu Metal Fest, la edición 2022del San Lorenzo Rock Festival, la edición 2022 del Metal Feria Festy la edición 2024 del Lata Pararã Fest.
Además de haber compartido shows con destacadas bandas locales también lo ha hecho con conocidas bandas extranjeras como Patán, Serpentor, Hangar, Tim "Ripper" Owens, Paul Di'Anno, Rata Blancay Raven, entre otras.
En el año 2007 Querubes se prensentó en el festival "Equinoccio Latin Awards of South America" en su capítulo Paraguay alzándose con el 1.er puesto en la categoría Rock, lo que le valió un viaje a Punta del Este, Uruguay para participar de la gala de premiación de dicho evento.
En el año 2009 Tim "Ripper" Owens estuvo de gira por Sudamérica promocionando su disco "Play My Game" y Querubes lo acompañó como banda soporte durante su show en Asunción.
En enero de 2020 Querubes anunció el lanzamiento del videoclip "Canto a Julio Correa", una obra escrita por el premio Cervantes, Augusto Roa Bastos y musicalizada por Epifanio Méndez Fleitas. Dicho video fue grabado en vivo durante la Expo Luque 2019 con arreglos musicales realizados por la banda. 
Entre abril y mayo de 2020, durante la pandemia global causada por el COVID-19, los integrantes de la banda presentaron unos videos grabados desde sus respectivas casas debido a la cuarentena impuesta por el gobierno. La canción "Hay un mañana" fue publicada el 11 de abril y en la misma participaron varios artistas de diversos géneros musicales. El 25 de mayo la misma canción junto a otras como "Rastros de miserias" y "Canto a Julio Correa" fueron presentadas en el programa "El mundo necesita música", emitido por el canal de televisión Unicanal.
En octubre de 2022 Querubes interpretó en vivo algunas guaranias en el marco del tour “Estación Guarania”, un ciclo de conciertos impulsado por el intérprete y compositor paraguayo Ricardo Flecha Hermosa con el deseo de llevar la guarania, su historia y musicalidad a las nuevas generaciones.
La discografía de Querubes se compone de los demos “Querubes” (2006), “Traces of Sorrow” (2008), “Intuition of a dawn” (2012) y el álbum de estudio “Lost Century” (2009), el cual tuvo críticas positivas por parte de algunos fanzines especializados en heavy metal.
Desde finales de 2018 la banda está mayoritariamente integrada por sus antiguos miembros. Con más de dos décadas desde su formación y tras haber sorteado dificultades de todo tipo, Querubes sigue vigente y se ha consolidado como una banda referente del Heavy Metal en Paraguay.

## Miembros

### Actuales
- Gustavo Torres - voz (2000-2010, 2018-presente)
- Richie Vidaurre - guitarra, coros (1996-2010, 2018-presente)
- Félix Pereira - guitarra, coros (1996-1997, 2008-presente)
- Alberto Ramírez - guitarra (1998-2006, 2018-presente)
- Pablo Muñoz - bajo (1998-2013, 2018-presente)
- Sergio Agüero - batería (2022-presente)

### Exmiembros
- Walter Barrios - batería (1996-1997)
- Jimmy González - bajo (1996-1997)
- Derlis Brítez - teclado (1999-2002)
- Christian Kettenbeil - teclado (2006-2007)
- Gabriel Colmán - guitarra (2007-2008)
- José Caballero - guitarra (2011-2018)
- Marcos Enríquez - voz, bajo (2012-2018)
- Fran Enciso - voz (2015-2018)
- Beto Barrios - batería (2000-2014, 2018-2019)
- Jorge Orrego - batería (2015-2022)

### Invitados
- Julio Franco - voz
- Ever Ayala - voz
- Marcos Paliga - teclado
- Christian Meza - teclado
- Oscar Aldama - teclado
- Víctor Delgado - teclado
- Diego Salazar - violín
- Tony González - bajo
- Edgar Chamorro - batería
- Eliezer Vera - batería

## Discografía

### Lost Century
(2009 Álbum, Independiente)
1. Lost Century
2. Raw Winter
3. Children of Cosmos
4. Traces of Sorrow
5. Kill and Be Killed
6. Beatrix
7. Behind the Sun
8. Across the Volcano
9. Masters of Destiny
10. Tomorrow

### Querubes
(2006 Demo, Independiente)
1. Intro (Opus Terrenal)
2. Cruzando El Volcán
3. Hay Un Mañana
4. Detrás Del Sol
5. Beatriz
6. Crudo Invierno (en vivo Pentamusic I)
7. Hijos Del Cosmos (en vivo Pentamusic I)

### Traces of Sorrow
(2008 Demo, Independiente)
1. Children of Cosmos
2. Raw Winter
3. Traces of Sorrow

### Intuition of a Dawn
(2012 Demo, Independiente)
1. Captain of Life
2. Equilibrium
3. Chronicles of a Punisher
4. Intuition of a Dawn